# Gorički Brežiček
Gorički Brežiček je pritok potoka Lipsenjščica, ki teče po Cerkniškem polju in se kot desni pritok izliva v Stržen, ki polni Cerkniškega jezera. Potok je dobil ime po zaselku Goričice.